# Granda (Gijón)

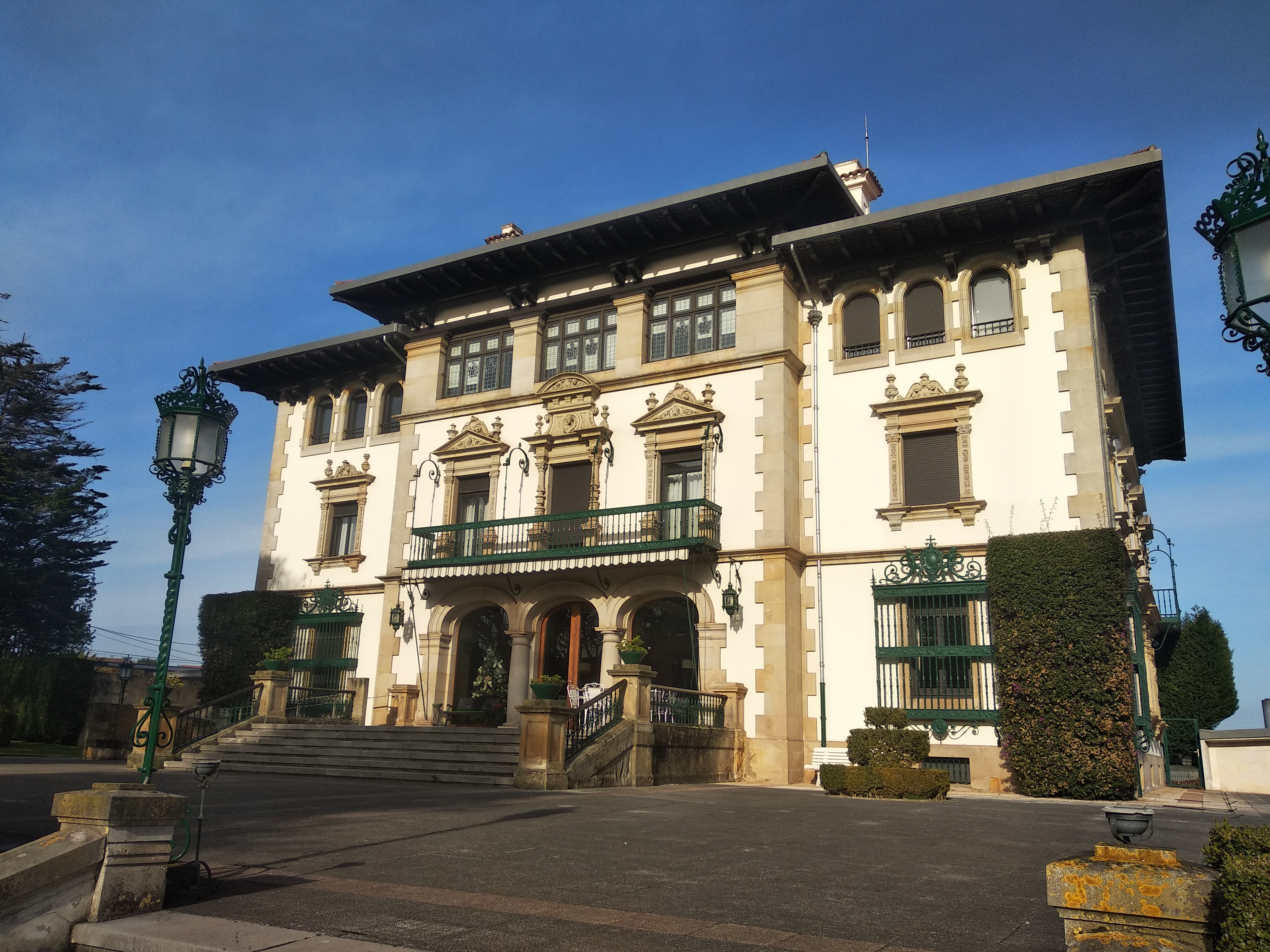
Fachada principal de Solavieya

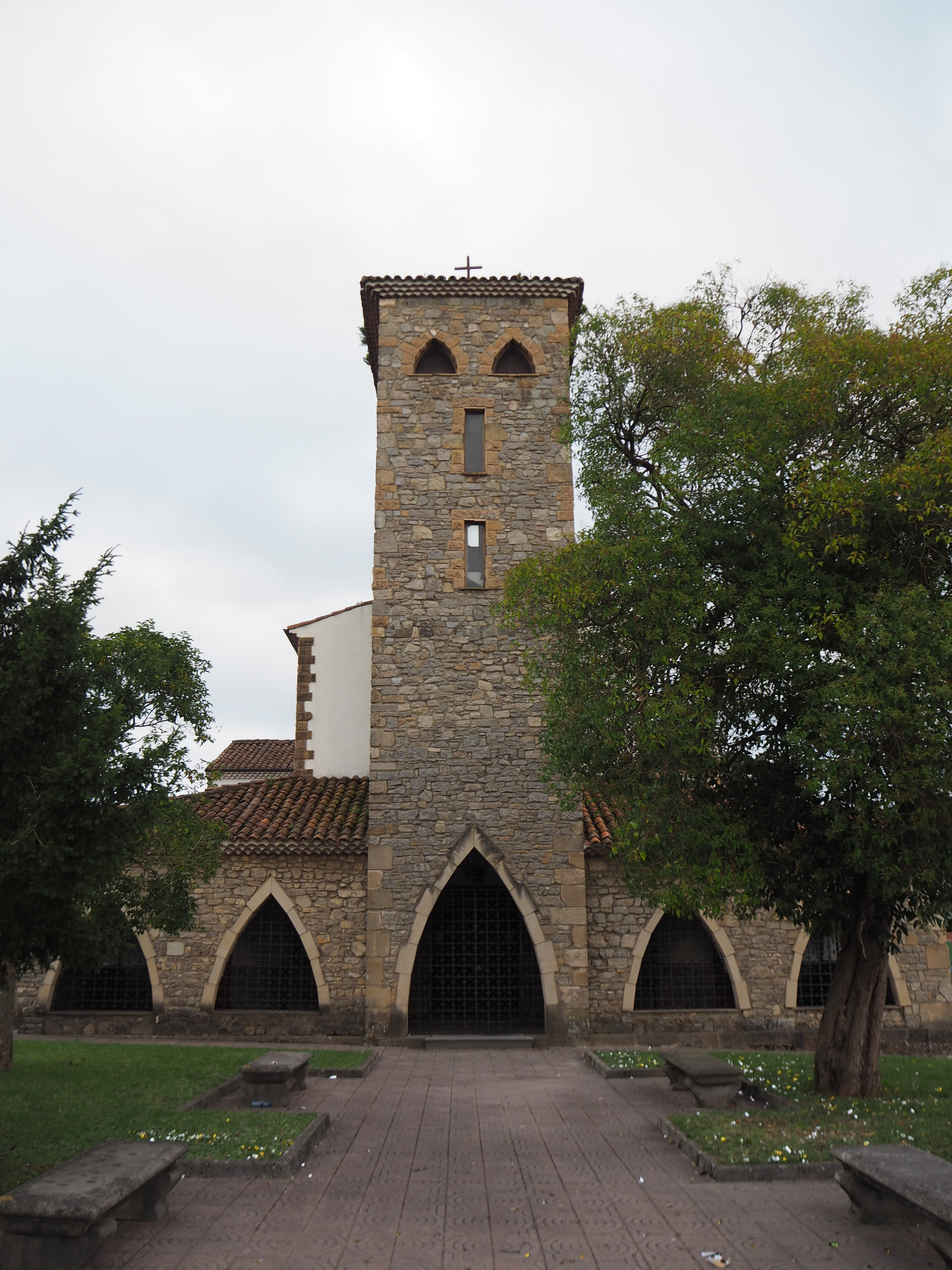
Fachada principal de la iglesia parroquial.

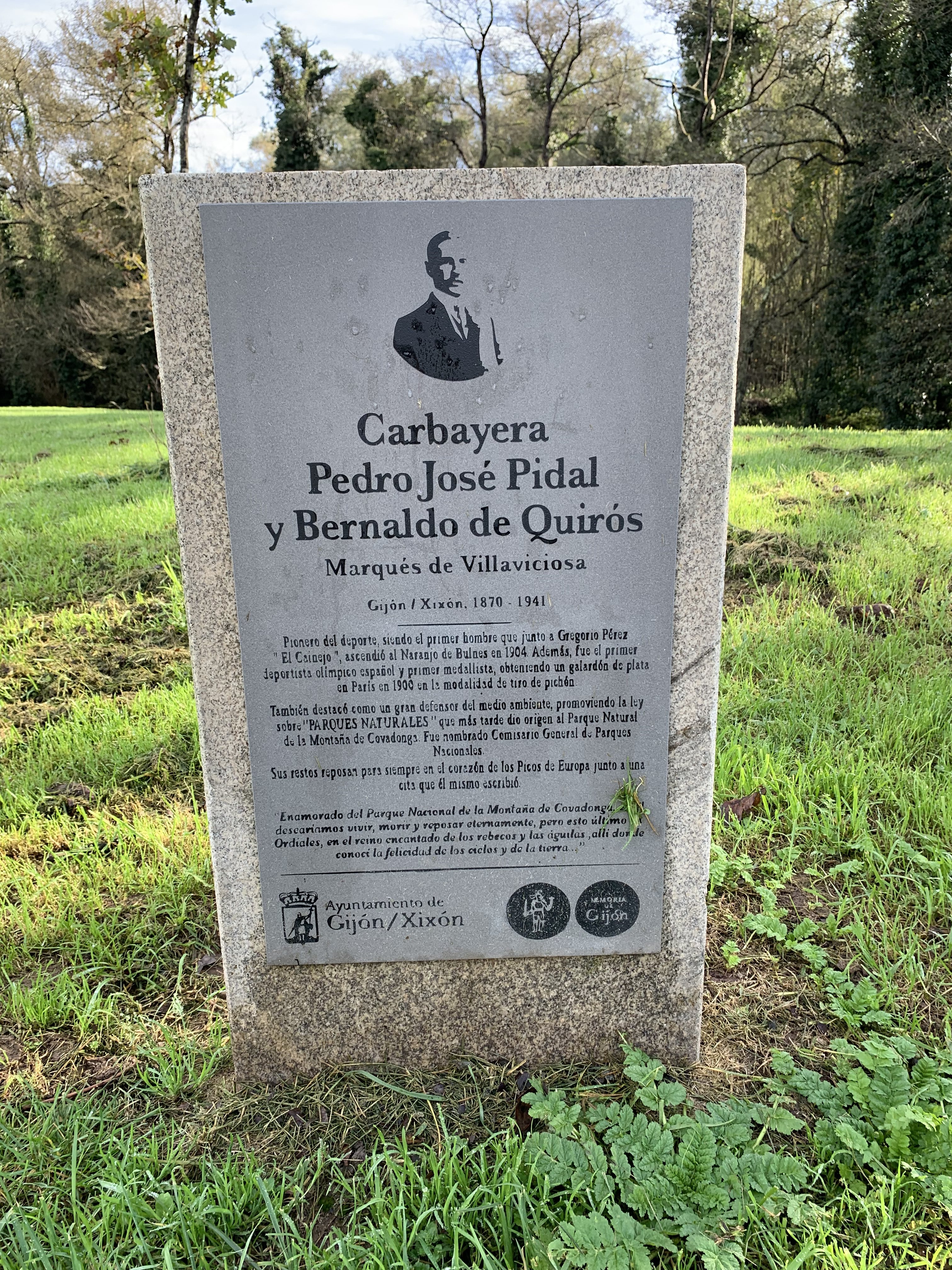
Placa en la "Carbayera Pedro José Pidal y Bernaldo de Quirós".

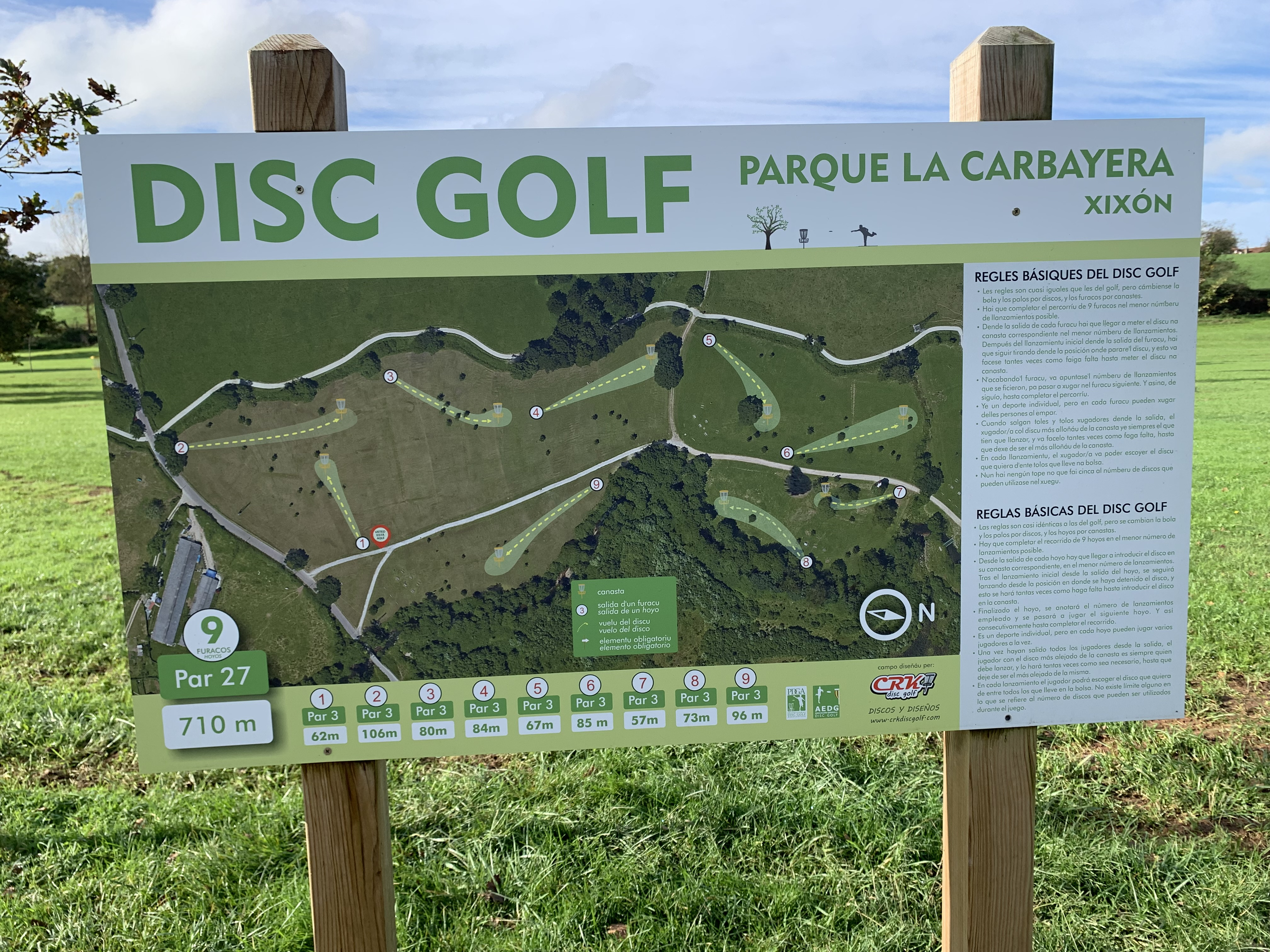
Cartel del campo de Disc Golf en el parque fluvial.

Granda es una parroquia del concejo asturiano de Gijón, en España. Pertenece a su Distrito Rural.

## Demografía
En 2008 tenía una población de 626 habitantes y en 2022 llegaba a los 663.

## Ubicación
Sus límites son:
- Norte: Barrio de Ceares traspasando la autovía del Cantábrico.
- Este: Parroquia de Bernueces.
- Oeste: Barrio de Nuevo Roces mediante la AS-I.
- Sur: Parroquias de Leorio, Huerces y Vega.

## Geografía
Por la parroquia discurre el río Piles, generando un espacio de naturaleza fluvial transitable por la Senda Fluvial del río Piles, que mide 19 km y se conecta con la Vía verde de La Camocha.

## Transportes
Granda es vertebrada por la AS-377, que une Pola de Siero con Gijón. Por Granda discurre la Línea 16 de EMTUSA que conecta la estación de Gijón con Vega y el autobús nocturno B-4, que enlaza Vega con Viesques, La Arena y El Humedal.

## Historia
Granda había pertenecido a los feudos del Señorío de Noreña desde unos privilegios otorgados por el rey Juan I en 1383. A principios del siglo XX la parroquia aparece como exclusivo lugar de residencia para las clases altas antillanas, como es ejemplo la finca Solavieya, de 1918. En 1924 se llega a conceder una ostentosa fiesta al entonces Príncipe de Asturias Juan de Borbón.

## Toponimia
En el Diccionario toponímico del concejo de Gijón, libro escrito por el filólogo Ramón d'Andrés, se señala que el nombre de la parroquia proviene de la palabra asturiana granda. De acuerdo con el autor, esta puede tener varios significados: «‘terreno alto, llano y poco fértil’, ‘terreno malo, pedregoso y con poca vegetación’, ‘paso difícil y estrecho entre rocas’, ‘zona del monte donde pasta el ganado’, ‘zona de montaña que tiene mucho brezo’ o ‘conjunto de plantas silvestres que quedan en el monte después de una quema’».

## Sitios de interés

### Solavieya
Casa de indianos diseñada por Manuel del Busto con gran jardín.

### Iglesia de Santo Tomás
Iglesia parroquial referenciada por primera vez en el año 933 como iglesia de Santo Tomás de Vaones, siendo una de las iglesias más antiguas de Gijón. A mediados del siglo XVII la iglesia se derrumba y se construye una nueva en la ubicación actual. Sin embargo, esta iglesia también se destruye por su mal estado en favor de una nueva iglesia inaugurada en 1908 bajo el amparo de José Antonio García Sol, promotor también de Solavieya. Durante la Guerra Civil este templo sufre el mismo destino que sus predecesoras, construyéndose la nueva iglesia en 1947.

### Parque fluvial
El Parque Fluvial de Granda incluye la "Carbayera Pedro José Pidal y Bernaldo de Quirós" y un campo de disc golf, en la margen izquierda del río Piles, y el humedal del ornitólogo Alfredo Noval en la margen derecha. Se llega al parque desde el parque fluvial de Viesques a través del camino del río Piles, y se continúa por la canal del molino hasta la confluencia con el arroyo de Llantones, donde se encuentra una aliseda pantanosa (16 hectáreas),y la senda del arroyo de Llantones que permite enlazar con la vía verde de La Camocha.

## Lugares
Se indican entre paréntesis las denominaciones en asturiano, que tienen carácter oficial:
- Baones (Vaones)
- Granda de Abajo (Granda de Baxo)
- Granda de Arriba (Granda de Riba)